# Thusnelda

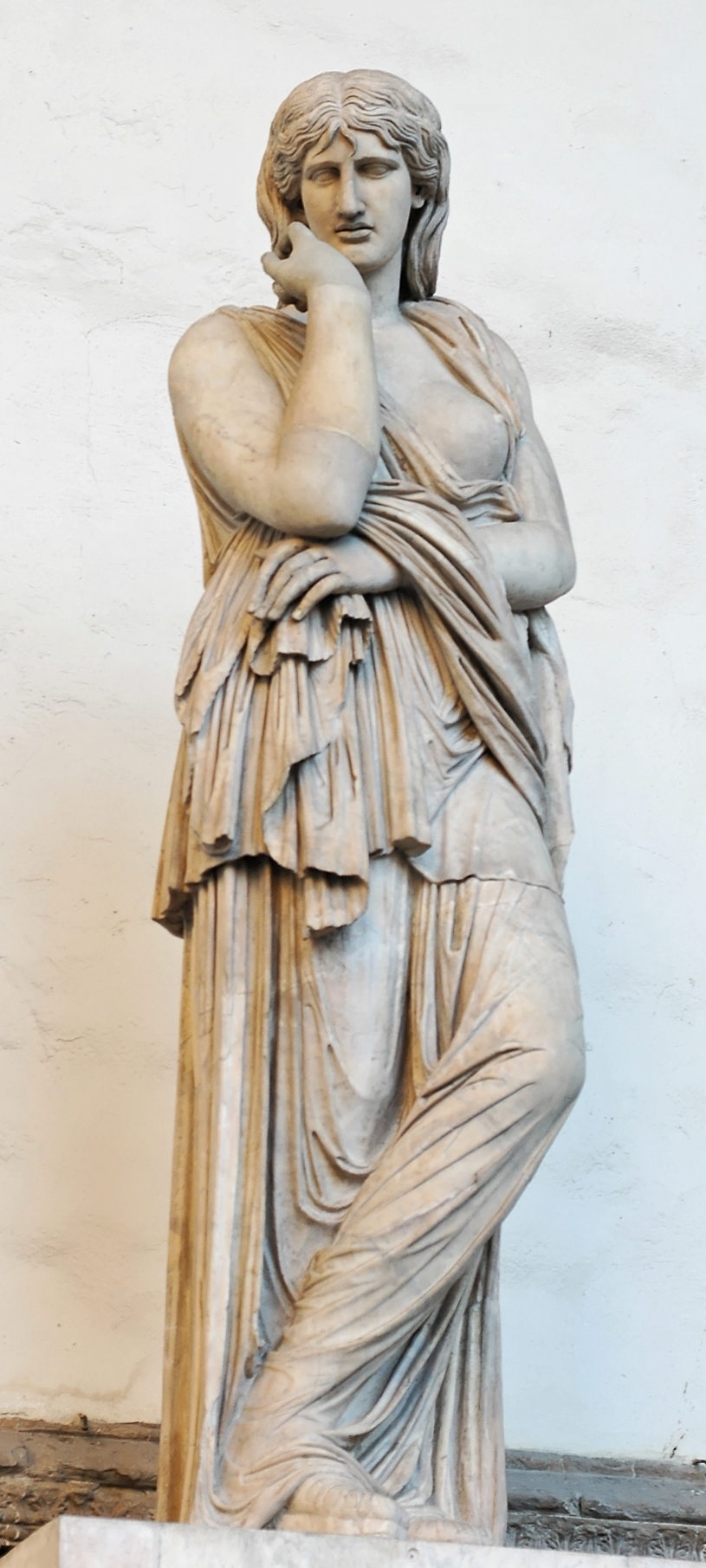
Estàtua representant Thusnelda a la Loggia dei Lanzi, Florència.

Thusnelda   (Germània, segle I aC - Roma, 17 dC) fou una noble germànica que va ser capturada pel general romà Germanicus durant la seva invasió de Germania. Fou la muller d'Arminius. Tacitus i Strabo citen la seva captura com a evidència tant de la fermesa com de les restriccions que imposaven els romans.

## Biografia
Thusnelda era la filla del príncep querusc pro-romà Segestes. El 9 dC, Arminius, futur marit de Thusnelda, va dirigir una coalició de tribus germàniques que van derrotar les legions de Publius Quinctilius Varus a la batalla del bosc de Teutoburg. El conflicte entre l'Imperi Romà i les tribus germàniques va continuar després d'aquesta batalla, i Arminius va segrestari va deixar embarassada Thusnelda prop del 14 dC, probablement arran d'una disputa amb el seu pare pro-romà.
L'any 15 dC, Thusnelda va ser capturada per Germanicus, qui comandava la invasió de Germania. Estava embarassada i s'estava amb el seu pare, qui en algun moment l'havia rescatat d'Arminius. Va ser Segestes qui la va lliurar a Germanicus, després que aquest últim el salvés de les forces d'Arminius, qui havia assetjat Segestes. Arminius va patir profundament la pèrdua de Thusnelda i no es va tornar a casar. Segons Tacitus, Arminius va "quedar molt tocat" per la pèrdua de la seva muller.
Durant la seva captivitat, Thusnelda va parir el seu únic fill amb Arminius, Thumelicus. A la Batalla del riu Weser, Arminius va combatre contra el seu germà Flavus, qui encara servia en l'exèrcit romà. Flavus Va informar Arminius que s'estava tractant bé a Thusnelda el qual -com va indicar- era l'habitual a Roma. El 26 de maig del 17 dC, Thusnelda i el seu fill va ser mostrats com a trofeus concedits a Germanicus pel seu triomf. Durant la desfilada triomfal, el seu pare va ser forçat a mirar des de les grades. Historiadors contemporanis evidencien la seva incomoditat en veure l'exposició de la seva filla com a evidència de la victòria romana en Germania, mentre Arminius havia resistit a la seva captura.
El fill de Thusnelda, Thumelicus, va ser entrenat a l'escola de gladiadors de Ravenna i és creu que va morir en un espectacle de gladiadors de jove. Tacitus va escriure que informaria del destí de Thumelicus "en el moment apropiat" — p.ex., quan va parlar de l'any en qüestió en la seva crònica. El buit principal en el text del Annals és dels anys 30 i 31 dC, així que és possible que Thumelicus morís aleshores, a l'edat de 15 o 16 anys.
No es tenen detalls de la vida de Thusnelda després de la victòria de l'any 17 AC i es desconeix la seva data de mort.